# 930

## Събития
- В Исландия е основан Алтингът, най-старият съществуващ и днес парламент.

## Починали
- Михаил, син на цар Симеон I